# Ел Алмендро
Ел Алмендро (на испански: El Almendro) е населено място и община в Испания. Намира се в провинция Уелва, в състава на автономната област Андалусия. Общината влиза в състава на района (комарка) Андевало. Заема площ от 171 km². Населението му е 879 души (по преброяване от 2010 г.). Разстоянието до административния център на провинцията е 47 km.

## Демография
| 1996 | 1998 | 1999 | 2000 | 2001 | 2002 | 2003 | 2004 | 2005 | 2006 |
| ---- | ---- | ---- | ---- | ---- | ---- | ---- | ---- | ---- | ---- |
| 862  | 880  | 874  | 864  | 851  | 823  | 841  | 834  | 831  |      |